# Eiichi Matsumoto
Eiichi Matsumoto (松本 栄一, Matsumoto Eiichi, 1915-2004) est un photographe japonais.